# Przejście graniczne Bobolin-Schwennenz
Przejście graniczne Bobolin-Schwennenz – istniejące w latach 1996–2007 polsko-niemieckie przejście graniczne małego ruchu granicznego, położone w województwie zachodniopomorskim, w powiecie polickim, w gminie Kołbaskowo, w miejscowości Bobolin.

## Opis
Przejście graniczne Bobolin-Schwennenz zostało uruchomione 2 stycznia 1996. Czynne było przez cały rok w okresie wiosenno-letnim (marzec-wrzesień) w godz. 6.00–20.00 w pozostałym okresie w godz. 8.00–18.00. Dopuszczony był ruch pieszych i rowerzystów. Odprawę graniczną i celną wykonywały organy Straży Granicznej. Doraźnie kontrolę graniczną i celną osób, towarów oraz środków transportu wykonywała kolejno: Graniczna Placówka Kontrolna Straży Granicznej w Lubieszynie, Placówka Straży Granicznej w Lubieszynie. Do przejścia po stronie polskiej prowadziła szosa z miejscowości Stobno.
W ciągu 10 miesięcy 1996 w przejściu granicznym odprawiono 182 osoby.
21 grudnia 2007 na mocy układu z Schengen przejście graniczne zostało zlikwidowane.